# Río San Juan (cidade)
Río San Juan é um município da República Dominicana pertencente à província de María Trinidad Sánchez.
Sua população estimada em 2012 era de 16 998 habitantes.